# Lista do Patrimônio Mundial no Zimbabwe
A Organização das Nações Unidas para a Educação, a Ciência e a Cultura (UNESCO) propôs um plano de proteção aos bens culturais do mundo, através do Comité sobre a Proteção do Património Mundial Cultural e Natural, aprovado em 1972. Esta é uma lista do Patrimônio Mundial existente no Zimbabwe, especificamente classificada pela UNESCO e elaborada de acordo com dez principais critérios cujos pontos são julgados por especialistas na área. O Zimbabwe ratificou a convenção em 16 de agosto de 1982, tornando seus locais históricos elegíveis para inclusão na lista.
O sítio Parque Nacional de Mana Pools e Áreas de Safari de Sapi e Chewore foi o primeiro local do Zimbabwe incluído na lista do Patrimônio Mundial da UNESCO por ocasião da 8ª Sessão do Comitè do Património Mundial, realizada em Buenos Aires (Argentina) em 1984. Desde então, o Zimbabwe totaliza 5 sítios designados como Patrimônio da Humanidade, sendo 3 deles de classificação Cultural e 2 deles de classificação Natural.

## Bens culturais e naturais
O Zimbabwe conta atualmente com os seguintes lugares declarados como Patrimônio da Humanidade pela UNESCO:
| | Parque Nacional de Mana Pools e Áreas de Safari de Sapi e Chewore |
| Bem natural inscrito em 1984. |                                                                   |
| Localização: Maxonalândia Ocidental |                                                                   |
| Este sítio situa-se nas margens do Zambeze, numa zona onde se erguem grandes falésias, dominando o rio e as planícies aluviais. O parque abriga um número excepcional de vida selvagem, principalmente elefantes, búfalos, rinocerontes negros, leopardos e guepardos. Há também exemplares abundantes do crocodilo do Nilo. (UNESCO/BPI) |                                                                   |

| | Monumento Nacional do Grande Zimbabwe |
| Bem cultural inscrito em 1986. |                                       |
| Localização: Masvingo |                                       |
| As ruínas do Grande Zimbabwe – capital da Rainha de Sabá, segundo uma antiga lenda – são um testemunho excepcional do que foi a civilização Shona Bantu entre os séculos XI e XV. A cidade, que ocupava uma área de cerca de 80 hectares, era um importante centro de intercâmbio comercial, bastante conhecido desde a Idade Média. (UNESCO/BPI) |                                       |

| | Monumento Nacional das Ruínas de Cami |
| Bem cultural inscrito em 1986. |                                       |
| Localização: Matabelelândia Norte |                                       |
| A cidade de Cami, que cresceu após o abandono da capital do Grande Zimbabwe em meados do século XVI, é de grande interesse arqueológico. A descoberta de objetos da Europa e da China mostrou que esta cidade foi durante muito tempo um importante centro de trocas comerciais. (UNESCO/BPI) |                                       |

| | Mosi-oa-Tunya / Cataratas Vitória |
| Bem natural inscrito em 1989. |                                   |
| Este bem é compartilhado com: Zâmbia. |                                   |
| Localização: Matabelelândia Norte |                                   |
| Essas cascatas estão entre as mais espetaculares do planeta. O rio Zambezi, que tem mais de dois quilômetros de largura neste lugar, corre com um rugido através de uma série de desfiladeiros basálticos, levantando uma nuvem de orvalho iridescente que pode ser vista a mais de 20 quilômetros de distância. (UNESCO/BPI) |                                   |

| | Colinas de Matobo |
| Bem cultural inscrito em 2003. |                   |
| Localização: Matabelelândia Sul |                   |
| Este sítio distingue-se pela profusão de formações rochosas muito características, que se elevam acima da massa granítica que cobre a maior parte do Zimbabué. Os grandes blocos rochosos oferecem abundantes refúgios naturais que foram ocupados ininterruptamente pelo ser humano desde a Idade da Pedra até os primórdios dos tempos históricos, e depois esporadicamente. Esses abrigos abrigam uma série excepcional de pinturas rupestres. As Colinas de Matobo continuam a ser um importante centro de interesse da população local, cuja frequentação dos lugares sagrados e santuários que nelas existem está intimamente relacionada com as suas atividades tradicionais, sociais e económicas. (UNESCO/BPI) |                   |

## Lista Indicativa
Em adição aos sítios inscritos na Lista do Patrimônio Mundial, os Estados-membros podem manter uma lista de sítios que pretendam nomear para a Lista de Patrimônio Mundial, sendo somente aceitas as candidaturas de locais que já constarem desta lista. Desde 2018, o Zimbabwe possui 2 locais na sua Lista Indicativa.
| Sítio                                 | Imagem | Localização    | Ano  | Dados UNESCO            | Descrição |
| ------------------------------------- | ------ | -------------- | ---- | ----------------------- | --- |
| Monumento Nacional de Ziwa            |        | Manicalândia   | 1997 | Cultural: (iii)(iv)(v)  | Os monumentos nacionais de Ziwa apresentam evidências de ocupação humana para todos os principais períodos arqueológicos identificados na sequência arqueológica do Zimbábue desde os períodos de caçadores-coletores da Idade da Pedra. A propriedade inclui vestígios pré-históricos, sítios de arte rupestre e assentamentos de comunidades agrícolas. |
| Aglomerados de Naletale dos Dzimbábue |        | Matabelelândia | 2018 | Cultural: (ii)(iii)(iv) | Os Aglomerados de Naletale dos Dzimbábue estão localizados nas regiões centro-sul do Zimbábue, a aproximadamente 90 quilômetros ao sul da cidade de Gweru. A propriedade é constituída por vários sítios murados de pedra seca que funcionaram como centros de povoamento entre os séculos XVI e XVIII. São chamados de "MaDzimbabwe" em alusão à cultura de construir estruturas de assentamento com blocos de granito solto, técnica comum na África Austral entre os séculos XI e XVIII. |